# Бастьен-Тири, Жан-Мари
Жан-Мари Бастьен-Тири (фр. Jean-Marie Bastien-Thiry; 19 октября 1927 — 11 марта 1963) — французский военный инженер, специалист по авиационному вооружению, подполковник ВВС Франции. 22 августа 1962 года с группой сообщников совершил попытку покушения на президента Франции генерала Шарля де Голля, за что был осужден и расстрелян.

## Краткая биография
Родился в Люневилле (Мёрт-и-Мозель) в католической потомственной офицерской семье, был старшим из семи детей. Его отец, подполковник артиллерии, знал де Голля с 1930-х годов, был ярым голлистом и членом голлистской партии RPF. Его дед был капитаном кавалерии. 
Бастьен-Тири учился в Нанси, затем в частном лицее Святой Женевьевы (фр.) в Версале, в 1947 году поступил в Политехнический институт, затем получил диплом Высшей национальной школы космоса и аэронавтики SUPAERO в Тулузе и поступил на службу во французские ВВС, где занимался разработкой ракет «воздух-воздух». В 1957 году повышен в звании до главного инженера по авиационному вооружению. Был женат на Женевьеве Ламиран, дочери Жоржа Ламирана (фр., 1899—1994), бывшего с сентября 1939 по март 1943 года генеральным министром по молодёжным вопросам вишистской Франции, но его семья поддерживала «Сражающуюся Францию». У них было три дочери: Элен (род. в 1955 году), Одиль (род. в 1957 году) и Аньес (1960—2007).

## Террористическая деятельность
Де Голль вернулся к власти с намерением поддерживать французские департаменты в Алжире (созданы в 1848 году), как «неотъемлемую часть Франции». Однако в сентябре 1959 года он резко изменил проводимую политику и начал добиваться отделения Алжира. Бастьен-Тири, бывший голлистом до сентября 1959 года, превратился в противника режима после речи генерала о праве народа Алжира на самоопределение · . Большинство офицеров и даже несколько близких соратников де Голля высказали своё несогласие с политикой президента по Алжиру. Были проведены два референдума по самоопределению: первый в 1961 году и второй 8 апреля 1962 года. Последний стал известен как французский референдум по Эвианским соглашениям и вошёл в противоречие со статьёй 3 конституции Франции, так как граждане, проживающие в Алжире, были отстранены от этого референдума.
Голлист вплоть до 1959 года, Жан-Мари Бастьен-Тири стал противником де Голля из-за его алжирской политики, после того, как де Голль начал политику свёртывания колониальной войны и затеял тайные переговоры с ФНО. Бастьен-Тири рассматривал де Голля как диктатора, «взгляды которого на историческую эволюцию очень близки к марксизму», верящего в «неизбежный триумф коммунизма», действия которого вели к преданию Алжира и затем всей Африки в объятья коммунизма. Он рассматривал потерю Алжира как «более тяжёлую, чем потерю Эльзас-Лотарингии». Он также заявлял, что «Алжирская политика генерала де Голля есть преступление против человечества, это ни что иное, как бесчестие и позор». Жан Лакутюр, автор биографии генерала, также подытожил: «Отныне для него [Бастьена-Тири], человек, который предал часть национальной территории «арабокоммунизму», стал Антихристом».
Бастьен-Тири был вовлечён в организацию «фр. Vieil État-Major», всё ещё остающуюся под завесой тайны. Она, возможно, поддерживалась высокопоставленными офицерами, политиками и главами больших компаний, сотрудничала с ОАС, которая уже осуществляла убийства и взрывы, чтобы предотвратить получение независимости Алжиром. Бастьен-Тири, однако, не был членом ОАС.
После организации покушения в Пон-сюр-Сен 8 сентября 1961 года на жизнь генерала де Голля он прибегнул к дальнейшим многочисленным попыткам покушения, все они были расстроены службами безопасности. Он рассчитывал найти в речах св. Фомы Аквинского оправдания причин цареубийств, это помогло примирить его католические убеждения с целями его смертоносного проекта.
Он возглавил наиболее известную попытку покушения на де Голля. Его группа 22 августа 1962 года устроила засаду в пригороде Парижа Пти-Кламар, открыв пулемётный огонь по машине де Голля и близлежащим магазинам. Ситроен ДС де Голля не был бронирован, однако генерал, его жена и окружение не пострадали и уехали с места покушения. В машине президента было найдено 14 пулевых пробоин, двадцать пуль угодили в кафе Трианон, 187 гильз были найдены на мостовой. Это событие было описано в романе Фредерика Форсайта «День Шакала» (1971). Де Голль оценил по достоинству необыкновенные возможности Ситроена DS, благодаря которым была спасена его жизнь. Несмотря на то, что пули пробили две шины, его машина смогла скрыться от убийц на полной скорости.

## Арест и суд
Бастьен-Тири был арестован 17 сентября 1962 года после возвращения из научной командировки в Великобританию. Военный трибунал под председательством генерала Роже Гарде продолжался с 28 января по 4 марта 1963 года в Венсеннском замке. Защиту подсудимого осуществляла команда адвокатов: Жак Изорни, Ришар Дюпуй, Бернар Лё Королле и Жан-Луи Тиксье-Виньанкур, позже ставший крайне правым кандидатом на президентских выборах в 1965 году. Согласно тактике защиты, Бастьен-Тири добивался суда над де Голлем.

Вновь поднимая вопрос об основах Пятой республики, квалифицируемой как «государство, существующее де-факто», вместе с алжирской политикой, проводимой генералом, квалифицируемой как «геноцид» европейского населения и «тираническая» власть главы государства. Это было полным оправданием для человека, который не мог физически убить кого-либо. Бастьен-Тири собирался уничтожить генерала морально. Бастьен-Тири дошёл до того, что уподобил себя полковнику Штауффенбергу, который 20 июля 1944 пытался убить Гитлера.
Оригинальный текст (фр.)
Remettant en question à la fois les fondements de la Ve République — qualifiée d'« État de fait » —, l'ensemble de la politique algérienne du général — qualifié de « génocide » de la population européenne — et le pouvoir « tyrannique » du chef de l'État. C'était la légitimité tout entière de l'homme qu'il n'avait pu tuer physiquement que Bastien-Thiry prétendait anéantir moralement, allant même jusqu'à s'assimiler, lui, au colonel von Stauffenberg qui, le 20 juillet 1944, avait tenté de supprimer Hitler.

— 
Он также заявил в ходе своего процесса:

Эти офицеры [немцы] должны были испытывать мучения из-за гитлеровского геноцида евреев, также как мы из-за голлистского геноцида французских мусульман. Они должны были быть возмущены до глубины души ужасом нацистских концентрационных лагерей, также как мы были в ужасе от лагерей заключения, существующих сейчас в Алжире при фактическом соучастии власти.
Оригинальный текст (фр.)
Ces officiers [allemands] ont dû aussi être douloureusement frappés par le génocide hitlérien des Juifs, comme nous le sommes par le génocide gaulliste des Français musulmans : ils ont dû être soulevés au plus profond d'eux-mêmes par l'horreur des camps de concentration nazis, comme nous l'avons été par l'horreur des camps de détention qui existent aujourd'hui en Algérie avec la complicité du pouvoir de fait.

— 
Между тем такая линия защиты проявила себя как относительно непоследовательная, поскольку обвиняемый утверждал перед трибуналом, что не хотел убивать де Голля, а пытался захватить его в плен, для последующего суда, в то время как согласно всем другим предыдущим признаниям, конечной целью операции было именно убийство главы государства.

Жан-Мари Бастьен-Тири, ссылаясь на то, что убийство тирана было оправдано св. Фомой Аквинским, и что исповедник заранее отпустил ему грехи, утверждал, что 22 августа 1962 между 20:09 и 20:10 в Пти-Кламар в ходе стрельбы 11 стрелков по машине было выпущено 180 пуль и она была пробита 14-ю пулями и, что подсудимый не преследовал иной цели, кроме как удостовериться, что там находится глава государства.
Оригинальный текст (фр.)
Jean-Marie Bastien-Thiry, tout en alléguant que le tyrannicide était justifié par saint Thomas d'Aquin et qu'un confesseur l'en avait par avance absous, soutenait que le mitraillage en règle d'un véhicule criblé de 14 projectiles et qui avait servi de cible à 180 balles tirées sur lui par onze tueurs le 22 août 1962 entre 20 h 09 et 20 h 10 au Petit-Clamart, n'avait pour objectif que de s'assurer de la personne du chef de l'État.

— 
Заявляя, что гибель де Голля была оправдана в связи с проведённым ФНО геноцидом европейского населения (резня в Оране, 1962 год) и десятков тысяч профранцузских мусульман, Бастьен-Тири также утверждал, что он только хотел захватить президента, в то время как другие заговорщики по их общему согласию хотели убить де Голля. Это привлекло ему симпатии судей. Психическое состояние Бастьена-Тири было признано психиатрами нормальным, несмотря на его клиническую депрессию. Он был осуждён и приговорён к смерти в качестве участника этого покушения, как и прочие стрелки команды. Он был лишён титула кавалера ордена Почётного Легиона и заключён в камеру смертников тюрьмы де Фресне.

## Отказ в помиловании
Генерал де Голль, как президент Франции, обладал властью помиловать осуждённого. Он помиловал двоих приговорённых к смерти заговорщиков, стрелявших по его машине, но отказался помиловать Бастьена-Тири, несмотря на просьбу отца Бастьена-Тири спасти жизнь сыну. Перед судом президент выразил намерение даровать помилование Бастьену-Тири, заявив, что «идиоту надо дать двадцать лет и в течение пяти лет я освобожу его». Однако, согласно воспоминаниям зятя де Голля Алена де Буассьё, после признания заговорщиков президент сформулировал четыре довода для отказа в смягчении приговора:
- Бастьен-Тири приказал своим подручным открыть огонь по машине, где пребывал ни в чём не повинный человек, женщина (мадам Ивонн де Голль), о чём Бастьену-Тири было известно.
- Подверглась опасности семья гражданских (а именно семья Филон, в том числе трое детей), которая находилась в машине, ехавшей по другой стороне дороги от президентского кортежа и оказалась на линии огня.
- Он вовлёк в заговор иностранцев (троих венгров) и заплатил им за участие в убийстве главы государства.
- Самым серьёзным, по мнению де Голля, было то, что в то время, как остальные заговорщики стреляли по машине и тем самым подвергали себя определённой опасности, Бастьен-Тири не подвергался прямому риску, он только наблюдал за событиями издали, подав сигнал стрелкам. «Наименьшее, что о нём могут сказать, это то, что его не было в центре действия».

Медицинский осмотр, тем не менее, мог способствовать помилованию. Бастьен-Тири «провёл многие месяцы в доме здоровья вследствие «умственного расстройства», «чрезмерной нервозности», «недостаточной уравновешенности ввиду большой усталости». Генерал де Голль спросил подтверждения у мэтра Дюпуя, одного из адвокатов Бастьена-Тири, но просьба о помиловании так и не была удовлетворена. Кроме того, психиатрическая экспертиза, проведённая вскоре после его ареста, пришла к выводу, что он нормален, заключив: «Не существует склонностей к депрессии, даже связанных с данной ситуацией. [...] С точки зрения психики он, безусловно, ни одержим, ни экзальтирован».

## Казнь
Казнь была приведена в исполнение спустя неделю после суда, что было необычным. Чтобы перевезти осуждённого из его камеры к месту казни, был приведён в действие план, масштабы секретности которого не имеют прецедента во французской юридической истории. 2000 полицейских были размещены вдоль трассы, использовались 35 транспортных средств. Правительство опасалось, что существует план побега Бастьена-Тири, и хотело его предотвратить.
Согласно правилам, осужденный на смерть военным судом, Жан-Мари Бастьен-Тири был расстрелян взводом солдат в форте д’Иври 11 марта 1963 года в 6:39. Он отказался от предложения завязать ему глаза и сжимал в руке чётки.
Этот приговор стал последним смертным приговором, вынесенным военным судом, а его казнь — последним расстрелом, проведённым во Франции. Его тело было погребено на парижском кладбище де Тиэ. Затем его останки были перезахоронены на кладбище Бур-ля-Рен в святую субботу (13 апреля 1963 года), следующую за его казнью, его могила была обёрнута в национальный триколор.
Де Голль сказал о Бастьене-Тири следующее: «Франции нужны мученики… Но их нужно выбирать тщательно. Я мог бы им дать одного из тех идиотов-генералов, играющих в мяч в тюрьме Туле. Я дал им Бастьена-Тири. Им хватит ума, чтобы сделать мученика из него. Он этого заслуживает».
Незадолго до расстрела Бастьена-Тири, 6 марта 1963, журналист-боевик ОАС Жан де Брем застрелил банкира Анри Ляфона — экономического советника де Голля, отказавшегося содействовать в помиловании.

## Некоторые заявления в ходе процесса
Мы были искренними участниками борьбы за французский Алжир, [...] но мы понимаем, что были другие решения для будущего алжирцев, решения, могущие защитить путь искренности и чести, [...] безусловное повиновение [...] уважающее жизнь, свободу и благо миллионов исконных французов и французских мусульман, проживающих на этой земле.
Оригинальный текст (фр.)
I[...] nous étions sincèrement partisans de l'Algérie française, [...] mais nous concevions qu'il y eût d'autres solutions pour l'avenir algérien, solutions pouvant être défendues de façon honnête et sincère ; l'impératif absolu [...] étant [...] de faire respecter la vie, la liberté et les biens des millions de Français de souche et de Français musulmans vivant sur cette terre.

— 

Нет чувства Истории, нет ветра Истории потому, что тот, кто делает Историю, согласно нашей западной и христианской концепции, которая проверена всеми историческими фактами, — это воля людей, это их устремления, хорошие они или плохие.
Оригинальный текст (фр.)
Il n'y a pas de sens de l'Histoire, il n'y a pas de vent de l'Histoire car ce qui fait l'Histoire, selon notre conception occidentale et chrétienne qui est vérifiée par tous les faits historiques, c'est la volonté des hommes, c'est l'intelligence des hommes, ce sont leurs passions, bonnes ou mauvaises.

— 

Нам не нужно оправдываться перед вашим правосудием за то, что мы выполнили одну из самых священных человеческих обязанностей - долг защищать жертв варварской и бессмысленной политики.
Оригинальный текст (фр.)
Nous n’avons pas à nous justifier, devant votre juridiction, d’avoir accompli l’un des devoirs les plus sacrés de l’homme, le devoir de défendre des victimes d’une politique barbare et insensée.

— 

Перед Историей, перед нашими согражданами и перед нашими детьми мы провозглашаем свою невиновность, потому что мы лишь претворили в жизнь великий и вечный закон солидарности между людьми.
Оригинальный текст (фр.)
Devant l'Histoire, devant nos concitoyens et devant nos enfants, nous proclamons notre innocence, car nous n'avons fait que mettre en pratique la grande et éternelle loi de solidarité entre les hommes.

— 

## Бастьен-Тири в культуре
- О нём снят документальный фильм-драма: «фр. Ils voulaient tuer De Gaulle». («Они хотели убить де Голля»), режиссёра Жана-Тедди Филиппа; Жан-Пьер Мишель в роли Бастьена-Тири, Пьер Арно-Жюин в роли Алэна де Бугрене де Ля Токне, Фреда Бьянкони в роли Армана Бельвизи.
- В начале романе «День Шакала» английского писателя Фредерика Форсайта (Chacal, The Day of the Jackal, 1973) упоминается о попытке покушения и о расстреле Бастьена-Тири. Согласно Форсайту, Бастьен-Тири, взмахнув газетой, должен был подать сигнал стрелкам, а после обстрела они должны были скрыться в наступающих сумерках. Однако он воспользовался прошлогодним календарём 1961 года, где было указано, что сумерки наступят в 20:25. В 1962 году сумерки наступили в 20:10, поэтому стрелки не заметили ни сигнала, ни кортежа, приближавшегося без маячков, и тщательные расчёты скорости машин, огневой мощи, углов стрельбы и т.д., проведённые Бастьеном-Тири пропали втуне.

## Награды
Кавалер ордена Почётного легиона (лишён в 1962).

### Комментарии
1. ↑  В реестрах Политехнической школы фигурирует только под именем Жан.